# Tristan Roux
Pour les articles homonymes, voir Roux.
Tristan Roux, également connu sous le nom de Paul Tristan Roux, est un journaliste (L'Aurore, Nice-Matin),  peintre, écrivain, ethnologue, historien de l'Art africain et amoureux de la haute montagne né en octobre 1927 qui a notamment contribué à créer le parc national du Mercantour dont il a gravi la plupart des sommets.

## Ouvrages
- L'homme et la pollution des mers avec J.-C. Braconnot (1974),
- Florilège des Échecs en France (1975),
- Préface pour Tikatoutine, 6000 ans d'art rupestre, du photographe Alain Sèbe (1996),
- Histoire de Nice et son comté (2001),
- Pique-niques dans les Alpes-Maritimes (2002),
- Sommets en famille dans les Alpes Maritimes (2003),
- Côte d'Azur, terre de beauté (2004),
- Promenade des Anglais (2006).